# Geminiano da Franca
Geminiano da Franca (João Pessoa, 3 de janeiro de 1870 - Rio de Janeiro, 18 de dezembro de 1935), era filho do Major José Vicente Monteiro da Franca e de Virgínia Alexandrina Bastos.
Bacharelou-se em 1892 na Faculdade de Direito do Recife. Promotor Público de Tietê, no Estado de São Paulo, deixou o cargo por ter sido nomeado Delegado de Polícia da cidade de Niterói.
Ainda no Estado do Rio de Janeiro foi Juiz Municipal em São Francisco e Bom Jardim.
Na Polícia Civil do Distrito Federal ocupou o cargo de Delegado Auxiliar, quando chefes de polícia os doutores Sampaio Ferraz e Enéas Galvão.
Regressou à magistratura no Distrito Federal, em 1906, onde foi Pretor, Juiz de Direito e, em 1913, Desembargador da Corte de Apelação.
Em 28 de julho de 1919 tornou-se Chefe de Polícia do Distrito Federal, onde permaneceu até 1922, quando foi nomeado Ministro do Supremo Tribunal Federal.
Foi perseguido pela Revolução de 30, sendo aposentado pelo ato discricionário do Chefe do Governo Provisório - Decreto nº 19.711, de 18 de fevereiro de 1931.
Publicou, entre outros livros, "O Poder Judiciário no Brasil" (Tip. Jornal do Comércio, Rio, 1931).